# الفجر (ذي قار)
قضاء الفجر مدينة في أقصى شمال محافظة ذي قار وهي مدينة تقع في تقاطع أربعة محافظات عراقية ميسان وواسط وذي قار القادسية، وتبعد عن مركز محافظة ذي قار ما يقارب 110 كيلومترات، ومدينة الفجر هي مركز قضاء الفجر.
ويقطع نهر الغراف المدينة إلى قسمين القسم الأول والرئيسي يحتوي مركز المدينة والذي أغلب من يسكنه هم من قبائل بني ركاب وبعض القبائل الأخرى أما الجانب الآخر من النهر فيسكنه قبائل حجام
وفيها العديد من الدوائر الخدمية لتنظيم أمور ساكنيها الذين يتجاوز عددهم تسعين ألفا، الذين بعض منهم هم تركو ريف و ذهبو الى المدينة أيام التي حصل جفاف لقللة لمياة المطار و المواد المائية، وتمتاز بوجود طريق المفرق الذي يربط محافظات واسط وميسان والقادسية وذي قار. كانت المدينة ناحية تابعة لقضاء قلعة سكر، لكنها في شباط 2019 رفعت صفتها الإدارية إلى قضاء.

## المساجد والجوامع
- جامع الفجر الكبير
- حسينية سيد الشهداء
- حسينية الهواشم
- حسينية الإمام الحسن المجتبى
- حسينية الفجر
- حسينية علي ابن موسى الرضا
- جامع الإمام الحسن
- جامع الإمام الحسنين
- جامع الإمام علي
- مسجد الصديقة الطاهرة

## التأثيل
وكلمة السويق (وتلفظ سويج) باللهجة الجنوبية هي مصغر لكلمة السوق لانها كانت وماتزال تعتبر السوق الرئسي للقرى المحيطة بها والشجر هي نسبة للشيخ «شجر الناهض» أحد شيوخ قبيلة بني ركاب التغلبية و الان الشيخ العشيرة الحميدات الاستاذ (حامد آل شجر) وهو يعهد من شخصيات الابرز في المدينة وتاريخها وهو مدير اعدادية الفجر للبنين.

## التاريخ
يرجع تاريخها المعاصر إلى ماقبل ثورة العشرين 1920 وتقع قرب مناطق يكثر فيها التلال الأثرية التي تعود إلى الحقبة السومرية، مما يدل على إنها مدينة يعود عمرها إلى آلاف السنين.

## معرض الصور

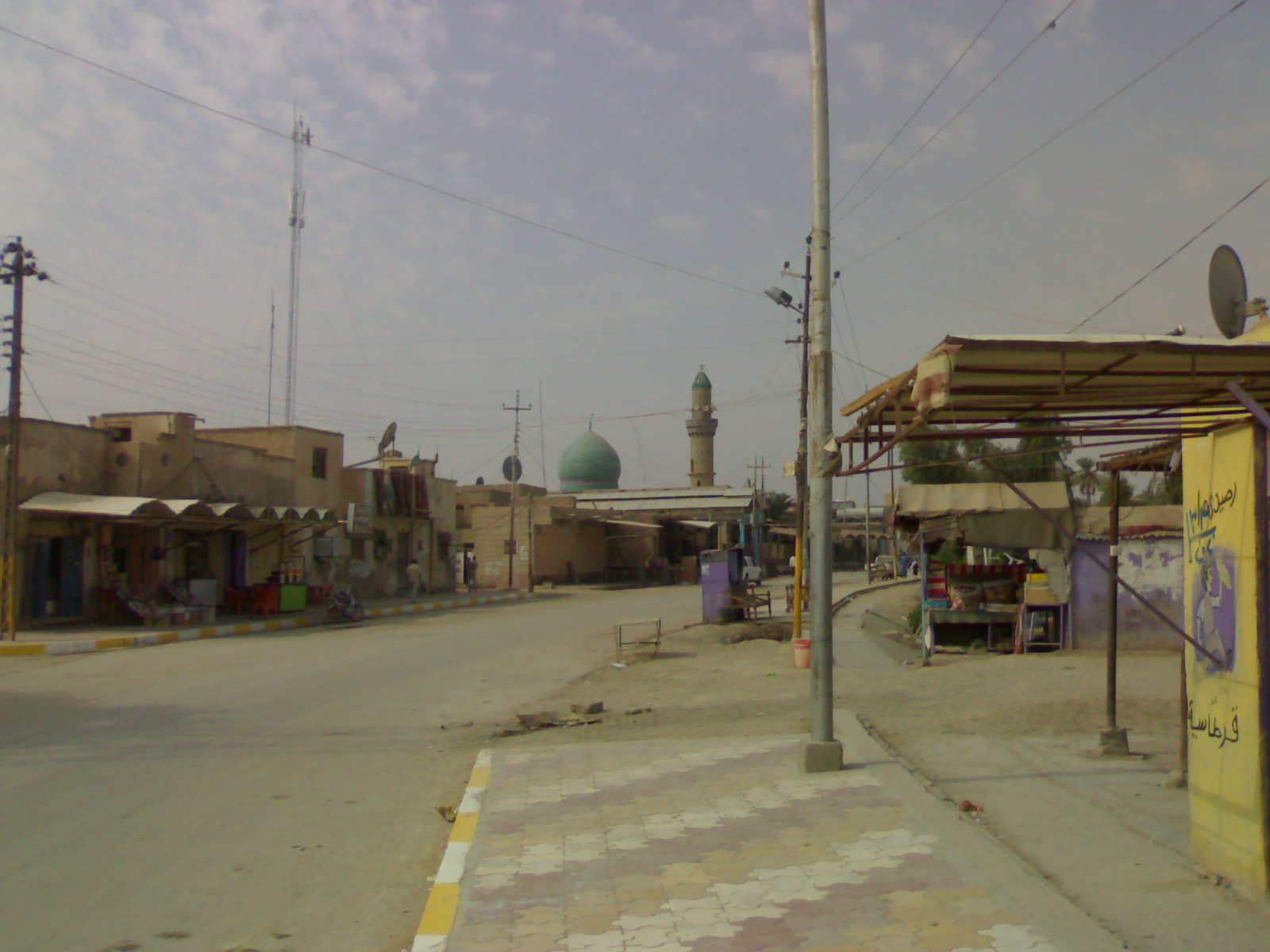
شارع الشط ومسجد القضاء
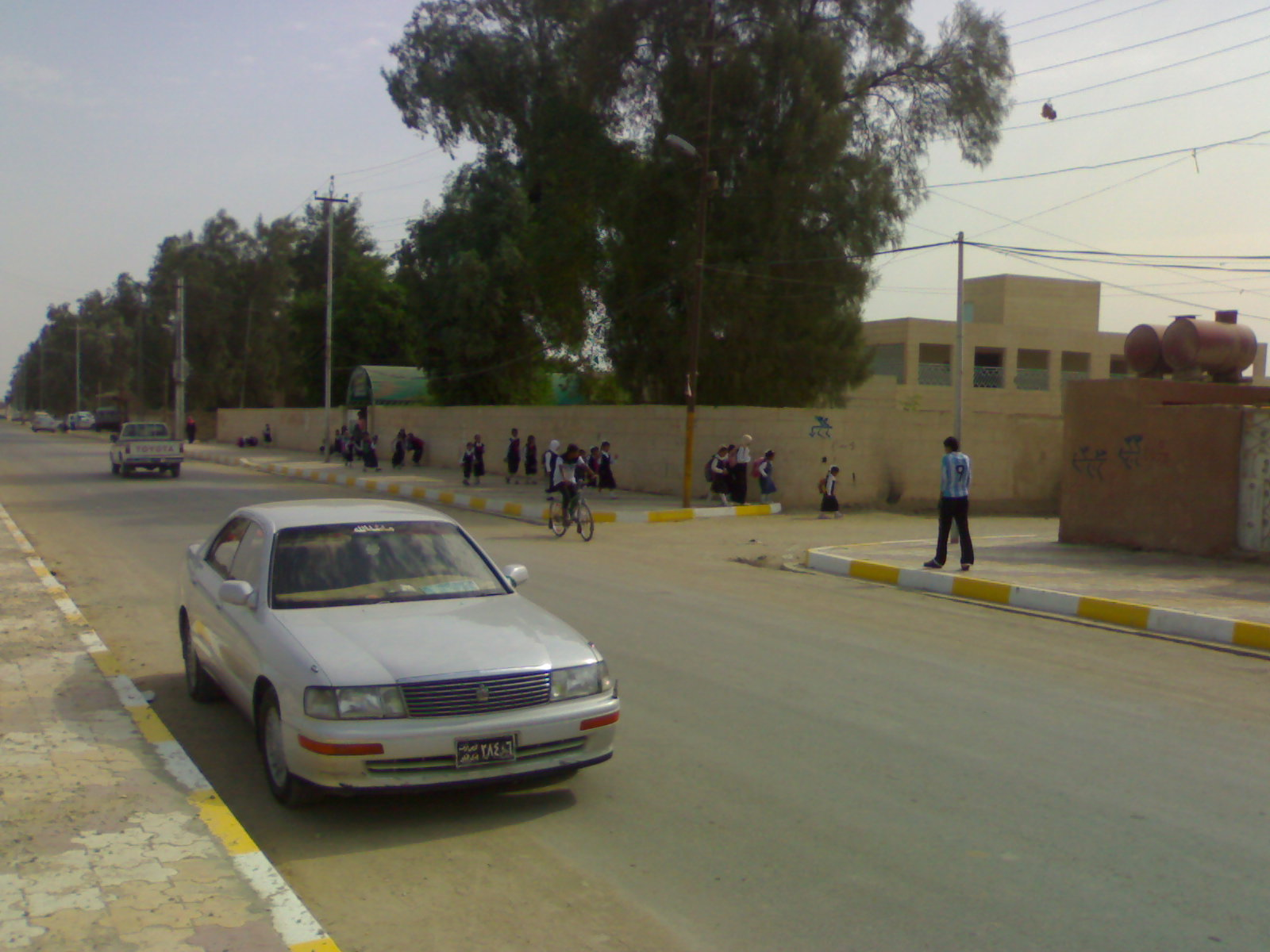
مدرسة الفجر الأولى
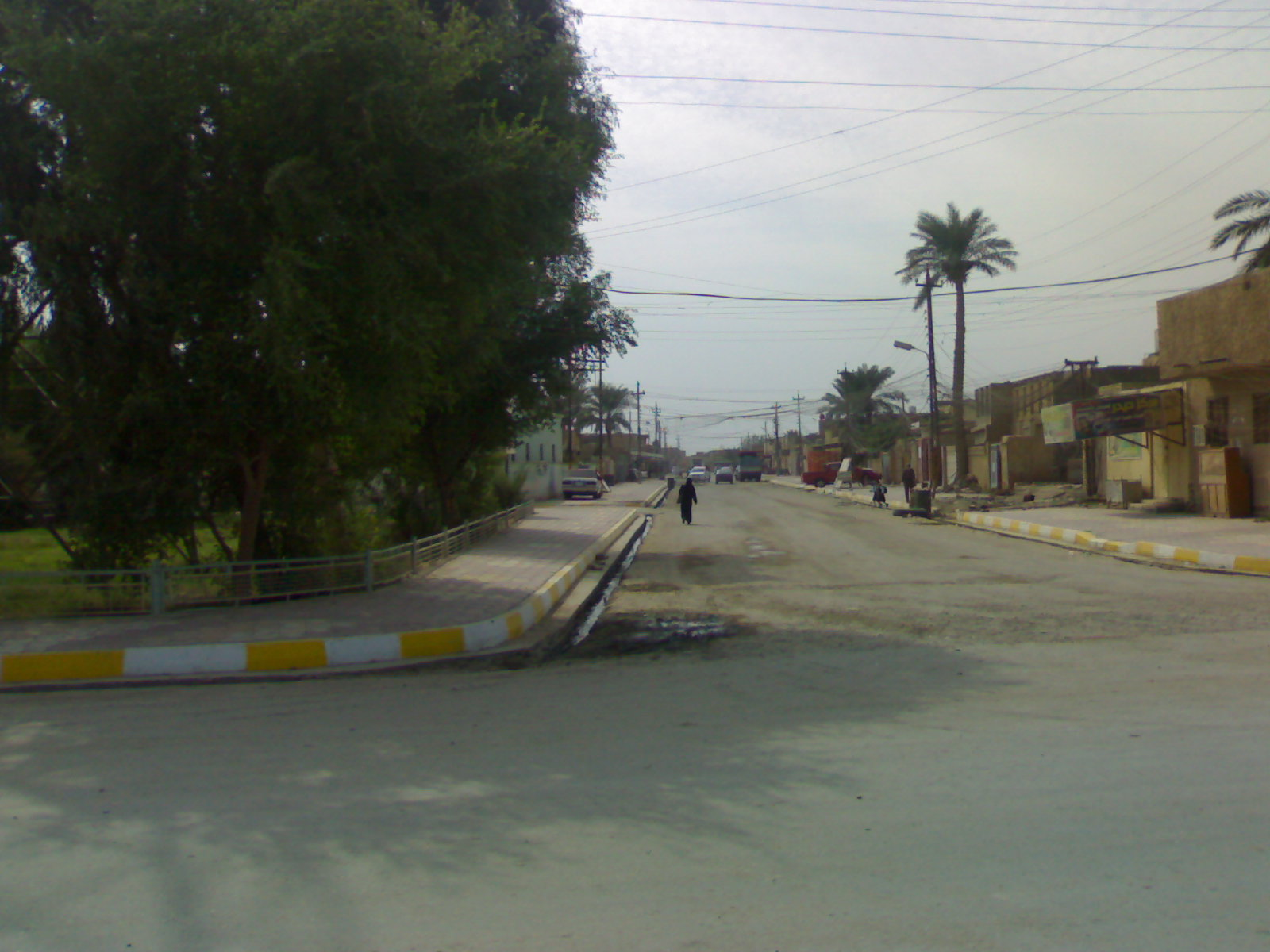
شارع في القضاء
جامع الفجر في وسط المدينة
نهر الغراف في قضاء الفجر